# Chrono Break
Chrono Break — название торговой марки, зарегистрированной компанией Square Co. (ныне Square Enix) в США 5 декабря 2001 года, а также предполагаемое название новой игры серии Chrono. Впоследствии марка была аннулирована. Регистрация также последовала в Евросоюзе 14 декабря 2001 года и Японии (под именем Chrono Brake (яп. クロノ・ブレイク Куроно Бурэику). Хотя не было сделано никаких официальных заявлений, эти события повлекли за собой слухи о том, что компания планирует выпустить сиквел Chrono Cross. Однако затем многие люди, работавшие над прошлыми играми серии, покинули Square Co.; в конце концов срок действия торговой марки истёк в США 13 ноября 2003 года. В Евросоюзе срок регистрации марки Chrono Break истёк 14 декабря 2011 года, в Японии это произошло 26 июля 2012 года. Хотя интерес фанатов к играм серии Chrono не ослабевает, и даже были сделаны попытки создания неофициального ремейка и продолжения Chrono Trigger — Chrono Resurrection и Chrono Trigger: Crimson Echoes — никаких заявлений от Square касательно создания новой игры не поступало.

## Отменённый запуск проекта
За регистрацией торговых марок последовал отчёт в прессе, который описывал мнения касательно создания новой игры серии Chrono. Так, Хиронобу Сакагути заметил, что команда разработчиков, особенно сценарист Масато Като, заинтересована в создании сиквела и что элементы сюжета уже обсуждаются. Однако проекту так и не дали зелёный свет. Ранее Като упоминал в руководстве Ultimania для Chrono Cross, что хотел бы создать прямое продолжение Trigger, завершив, таким образом, некоторые сюжетные линии, но сложности с созданием подобного сиквела заставили команду выпустить Cross. Хотя Square Co. не публиковала никаких новостей касательно разработки новой игры, многие фанаты были уверены, что работа уже началась. Однако Масато Като и многие другие люди, создавшие Chrono Cross, например, Ясуюки Хоннэ, вскоре покинули компанию, в основном перейдя в Monolith Soft. Таким образом, 13 ноября 2003 года срок действия торговой марки в США истёк, 14 декабря 2011 года — в Евросоюзе; в Японии это произошло 26 июля 2012 года.

## Официальное заявление

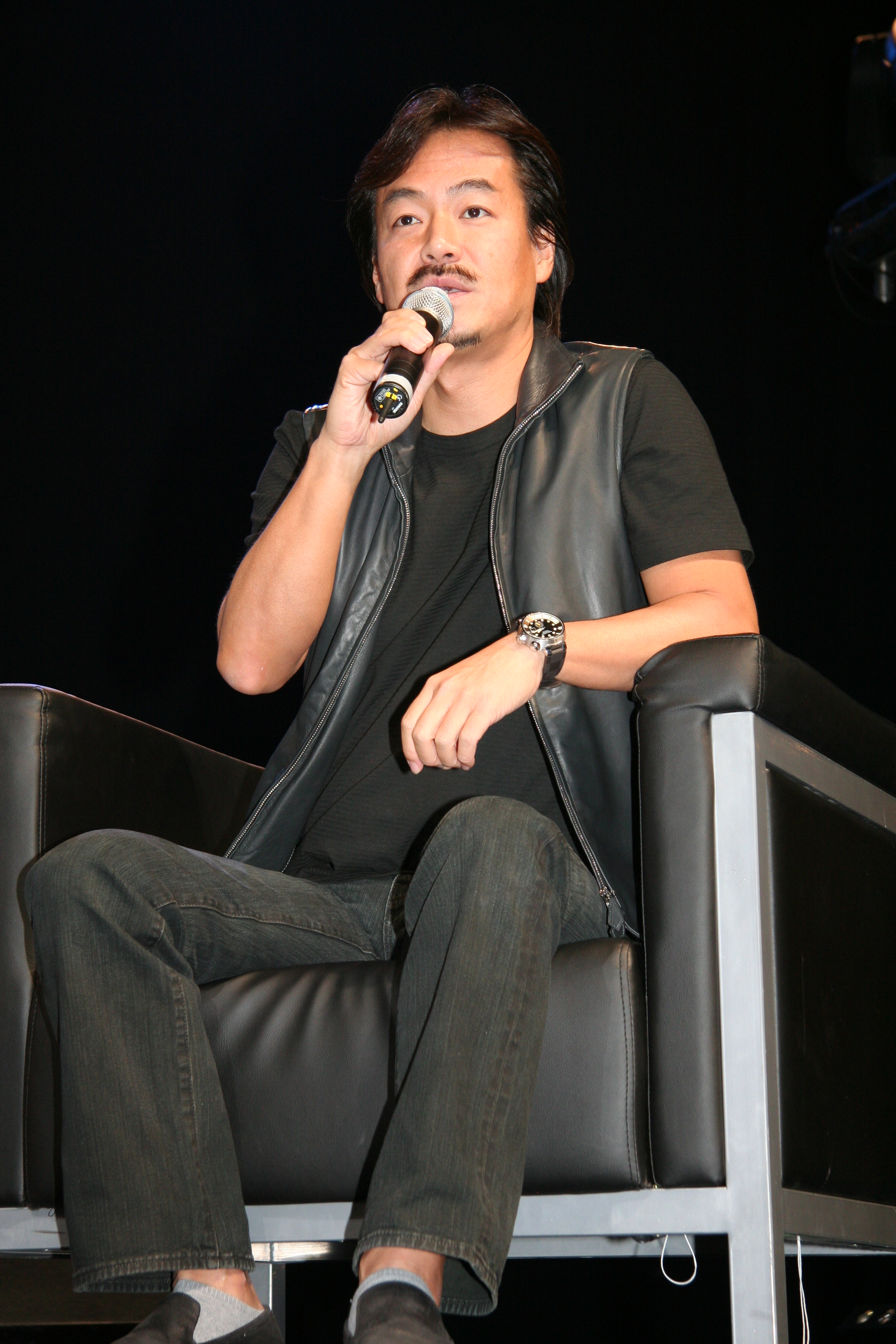
Хиронобу Сакагути, один из разработчиков Chrono Trigger

Реакция фанатов на появление новой торговой марки была достаточно бурной, таким образом, на сайте Square Enix в разделе «Часто задаваемые вопросы» появилась запись, согласно которой разработка новой игры не была начата, что, однако, не значит, что серия не получит продолжения. После выпуска Chrono Cross многие члены команды разработчиков покинули компанию, создав студию Monolith Soft, которой изначально владела Namco, но затем работа стала вестись под началом Nintendo. Некоторые люди, работавшие над играми серии Chrono, остались в Square и начали создавать Final Fantasy XI, игру в жанре MMORPG. В интервью на E3 в 2003 году они утверждали, что очень хотели бы создать новую игру серии, но работа над Final Fantasy XI ещё долгое время будет держать их занятыми. Именно Хиронобу Сакагути, один из создателей Chrono Trigger, предложил Square выпустить игру в жанре MMORPG, работая над Final Fantasy: The Spirits Within. Ричард Ханивуд так объяснил ситуацию:
| Пока мы целиком заняты Final Fantasy XI; у нас есть множество возможностей по созданию пакетов расширений, а также многим требуется техническая поддержка. Если планируется создать новую игру Chrono, то это должно занять много времени; мы не можем делать два или три дела параллельно — в частности, работа над FFXI и Chrono будет слишком тяжёлой. Конечно, хотелось бы продолжить серию, но не сейчас. |

Такаси Токита, директор Chrono Trigger, упомянул Chrono Trigger 2 в интервью, не переводившемся на английский язык, в 2003 году. Юдзи Хории, один из разработчиков Trigger, не выразил никакого интереса в продолжении серии; тем не менее, он добавил, что был бы «не прочь поиграть в сиквел, когда появится». В феврале 2007 года продюсер Хиромити Танака дал несколько интервью в поддержку компьютерных игр в Европе. Он вновь повторил, что новая игра Chrono не разрабатывается, но её появление вполне возможно.

…очень сложно собрать старую команду для создания продолжения серии Chrono… Но если мы не будем пытаться вновь собрать этих людей, а пригласим новых, то в итоге получится, что игра окажется совсем другой, потому что её будет делать другая команда, и, вероятно, дух Chrono будет потерян.— Хиромити Танака
В 2008 году композитор Ясунори Мицуда отметил, что с созданием новой игры серии «связано много политических вопросов», а также подчеркнул, что участие в работе сценариста Масато Като будет необходимо. В 2014 году на выставке Penny Arcade Expo Сакагути заявил, что у него были планы продолжить серию, но разногласия с руководством компании помешали претворить идеи в жизнь. «Всё же было бы здорово поработать над продолжением моих старых творений», — добавил он. В 2017 году Токита заявил, что некоторые небольшие элементы Chrono Break были использованы в Final Fantasy Dimensions II. Он пояснил, что «когда-то действительно планировал выпустить новую игру под названием Chrono Break». Хотя игра так и не увидела свет, «концепция Аэмо [персонаж Final Fantasy Dimensions II] и отношения между тремя главными героями в начале были основаны на идеях Chrono Break, пусть и в переработаном виде».

## Последующие события

### Chrono Resurrection

Хроно, главный герой Chrono Resurrection, образ которого взят из Chrono Trigger

В 2003 году команда программистов и художников из Северной Америки решила разработать небольшую демонстрационную версию игры, являющейся ремейком Chrono Trigger. Согласно плану разработчиков, их проект, называвшийся Chrono Resurrection, должен был включать в себя несколько эпизодов из Trigger с улучшенной трёхмерной графикой. Игра разрабатывалась на кроссплатформенном движке. Однако за несколько месяцев до выпуска Resurrection, получившей большую поддержку от фанатов оригинальных игр серии, Square Enix отправила письмо команде разработчиков с требованием прекратить свою деятельность ввиду нарушения авторских прав. Таким образом, проект был закрыт 6 сентября 2004 года, несмотря на протесты многих игроков.
Веб-сайты, посвящённые компьютерным играм, такие как 1UP.com и GameSpot, назвали проект «амбициозным», хорошо отозвавшись о графике разрабатываемой игры, заметив также, что стиль, в котором нарисованы персонажи, очень похож на стиль Акиры Ториямы, создателя оригинальных персонажей Chrono Trigger. Рецензент 1UP.com также добавил, что факт закрытия проекта «печален», но Square Enix не могла позволить, чтобы игра, пытающаяся «соперничать» с Trigger, вышла в свет. Обозреватель GameSpot, помимо своего разочарования, связанного с закрытием проекта, отметил, что никаких новостей, связанных с созданием новой официальной игры серии Chrono, так и не поступило. «Фанаты остались ни с чем», — заключает он.

### Chrono Trigger: Crimson Echoes

Скриншот игры, иллюстрирующий улучшенную графику Crimson Echoes и новый сюжет.

В 2004 году активные участники портала Chrono Compedium, организовавшие команду Kajar Laboratories, приняли решение создать фанатскую игру, продолжающую события Chrono Trigger, а также предваряющую Chrono Cross. Игра представляла собой ROM-хак Chrono Trigger для Super Nintendo Entertainment System. Разработчики модифицировали исходный код игры, добавили ряд новых локаций и специальных ударов для персонажей, немного улучшили графику. Планировалось, что игра будет распространяться в виде патча IPS (англ. International Patching System) для того, чтобы избежать нелегального распространения образа Chrono Trigger. Так как игра работала на том же движке, что и Trigger, игровой процесс был схож с оригиналом; игровые персонажи остались прежними.
Работа над проектом велась четыре с половиной года, выпуск был запланирован на 31 мая 2009 года. Однако Square Enix 8 мая 2009 года отправила разработчикам письмо с требованием немедленно закрыть проект ввиду нарушения авторских прав, как и в случае с Chrono Ressurection. К моменту закрытия проекта игра была закончена «примерно на 98 %»; по словам разработчиков, в ней было 23 главы, на прохождение которых требовалось около 35 часов игрового времени, а также десять альтернативных концовок.
Это событие имело достаточно широкий резонанс. Главный редактор CNET Эрик Франклин в своей статье заметил, что «очень жаль было видеть, как четыре с половиной года работы пошли псу под хвост». Эрнест Кавалли, репортёр журнала Wired, написал: «Я прекрасно понимаю желание Square Enix защитить свою собственность, но произошедшее от этого не становится веселее. Игра могла бы получиться очень неплохой (хотя и не слишком оригинальной)». В феврале 2010 года GamesRadar описала игру в статье под названием «10 фанатских игр, которые не должны были быть отменены».
Вскоре после получения разработчиками письма от Square Enix с требованием прекратить разработку патч альфа-версии просочился в Интернет. Рецензенты отмечали интересный сюжет игры, который умело соединяет события Trigger и Cross. Высокой оценки удостоились также новые локации и улучшенная графика, а также то, что Хроно тоже разговаривает (в Chrono Trigger его реплики не показывались). К недостаткам обозреватели относят недоступность некоторых локаций (которая связана с незаконченностью игры), чрезмерную сложность на некоторых игровых отрезках, грамматические ошибки в репликах персонажей, а также новый стиль речи Фрога (который раньше говорил шекспировским языком).

### Пресса о появлении сиквела
Слухи о появлении новой игры серии стали вновь распространяться, когда сценарист Масато Като вернулся в Square Enix для работы над проектом World of Mana. В интервью на концерте PLAY! в мае 2006 года Ясунори Мицуда выразил интерес к написанию саундтрека для новой игры Chrono. Эти надежды разделяли и Мицуда, и Като, имевшие хорошие отношения друг с другом. Совместно они выпустили Kirite — музыкальный альбом, основанный на истории, написанной Масато Като. В сентябре 2005 коллеги вновь объединились, работая над игрой Deep Labyrinth для Nintendo DS. Кроме того, в этом же году Мицуда сообщил, что планируется выпустить новый альбом с музыкой Chrono Cross, однако затем релиз несколько раз откладывался; к началу 2010 года никаких новостей касательно альбома так и не поступило. Эти события, а также опрос от Square Enix, предлагающий в качестве одного из вариантов Chrono Trigger как игру, которую стоит портировать на портативную игровую консоль (впоследствии Trigger был портирован на Nintendo DS), подтвердили, что компания не утратила интереса к серии и выпуск сиквела всё же возможен; однако никаких новостей или даже слухов касательно этого не было. В 2007 году Хиромити Танака заявил, что есть «вероятность» появления игры, но ввиду занятости Масато Като и других разработчиков, перспективы сиквела представляются туманными.
В выпуске журнала Game Informer за февраль 2008 года серия Chrono оказалась на восьмом месте конкурса «Top Ten Sequels in Demand» (рус. Десять самых ожидаемых сиквелов). «Что за чёртова задержка?!» — спрашивает один из обозревателей журнала в своей статье. В выпуске «Retro Issue» (рус. Ретро выпуск) журнала Electronic Gaming Monthly за июнь 2008 года обозреватель утверждает, что фанаты больше всего жаждут увидеть продолжение серии Chrono. В мае 2009 года журнал Famitsu присвоил Chrono Trigger 14 место из 50 по результатам опроса «Самый ожидаемый сиквел». На выставке Electronic Entertainment Expo 2009 года вице-президент Синдзи Хасимото заявил, что диски Chrono Trigger продаются не так хорошо, как он рассчитывал. Когда журналист сказал ему, что многие игроки действительно ждут сиквела, он ответил: «Но уровень продаж говорит обратное! […] Если люди хотят продолжения, то они должны покупать больше!». В 2011 году обозреватель сайта GamerNode составил список «Top 10 Games That Should Have Been Finished» (рус. «Топ-10 игр, которые должны быть обязательно выпущены»), присудив первое место Chrono Break. Он с сожалением замечает: «Фанатам сообщали, что, хотя в данный момент новая игра серии не разрабатывается, её выпуск возможен. И вот уже 2011 год, и никаких новостей от Square Enix касательно сиквела». В 2012 на сайте Siliconera появилась информация о том, что Square Enix зарегистрировала торговую марку Chrono Bind; в той же статье обозреватель предполагал, что название будущей игры будет изменено на Chrono Bind. Однако впоследствии выяснилось, что это название доступной для загрузки карточной игры для Final Fantasy XIII-2. В том же году сайт Kotaku опубликовал список «5 игр 2000 года, для которых должны быть выпущены сиквелы в 2012», в который вошёл Chrono Cross. «Всё же, Square Enix, почему нет?» — задаётся вопросом журналист. — «Обычный ремейк Chrono Trigger [для Nintendo DS] был продан в количестве 970 000 копий. Представьте, насколько популярна станет третья игра франшизы». В интервью 2015 года Като заявил, что не имел никакого отношения к проекту, который планировали разрабатывать под маркой Chrono Break. Согласно его замыслу, в третьей и последней части серии должна была появиться Кид, а также другие представители «звёздного» состава, спасающие команду Хроно. В этом же интервью Като признался, что эта идея «никогда не будет претворена в жизнь», но упомянул работу над сценарием игры Another Eden, в которой фигурирует рыцарь, превращённый в лягушку, и путешествия во времени. В 2017 году на сайте Siliconera появилась статья, называющая Chrono Break «лучом надежды» для фанатов и отмечающая, что так как Square Enix планировала выпустить сиквел, то он всё-таки может увидеть свет в будущем в той или иной форме.

### Компендиумы
- Chrono Center — крупнейший японоязычный ресурс по играм серии Chrono  (яп.)
- Chrono Compendium — крупнейший англоязычный ресурс по играм серии Chrono (страница с информацией о Chrono Break)  (англ.)